# Giuliana di Collalto
Giuliana di Collalto (Collalto, 1186 circa – Venezia, 1º settembre 1262) è stata una monaca cristiana italiana, beatificata da papa Benedetto XIV.

## Biografia

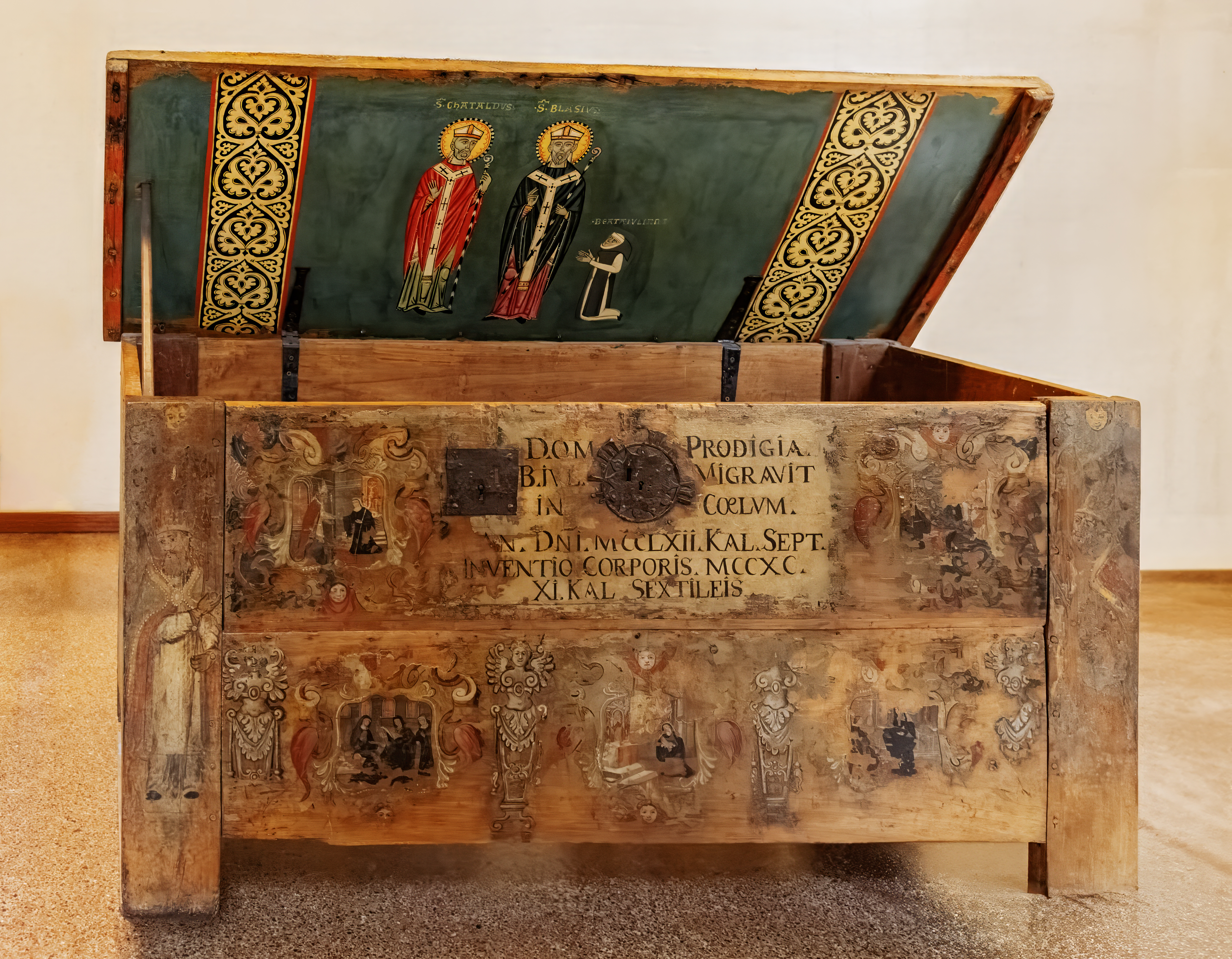
Cassa reliquiario della Beata Giuliana di Collalto - Museo Correr

Stemma dei Collalto.

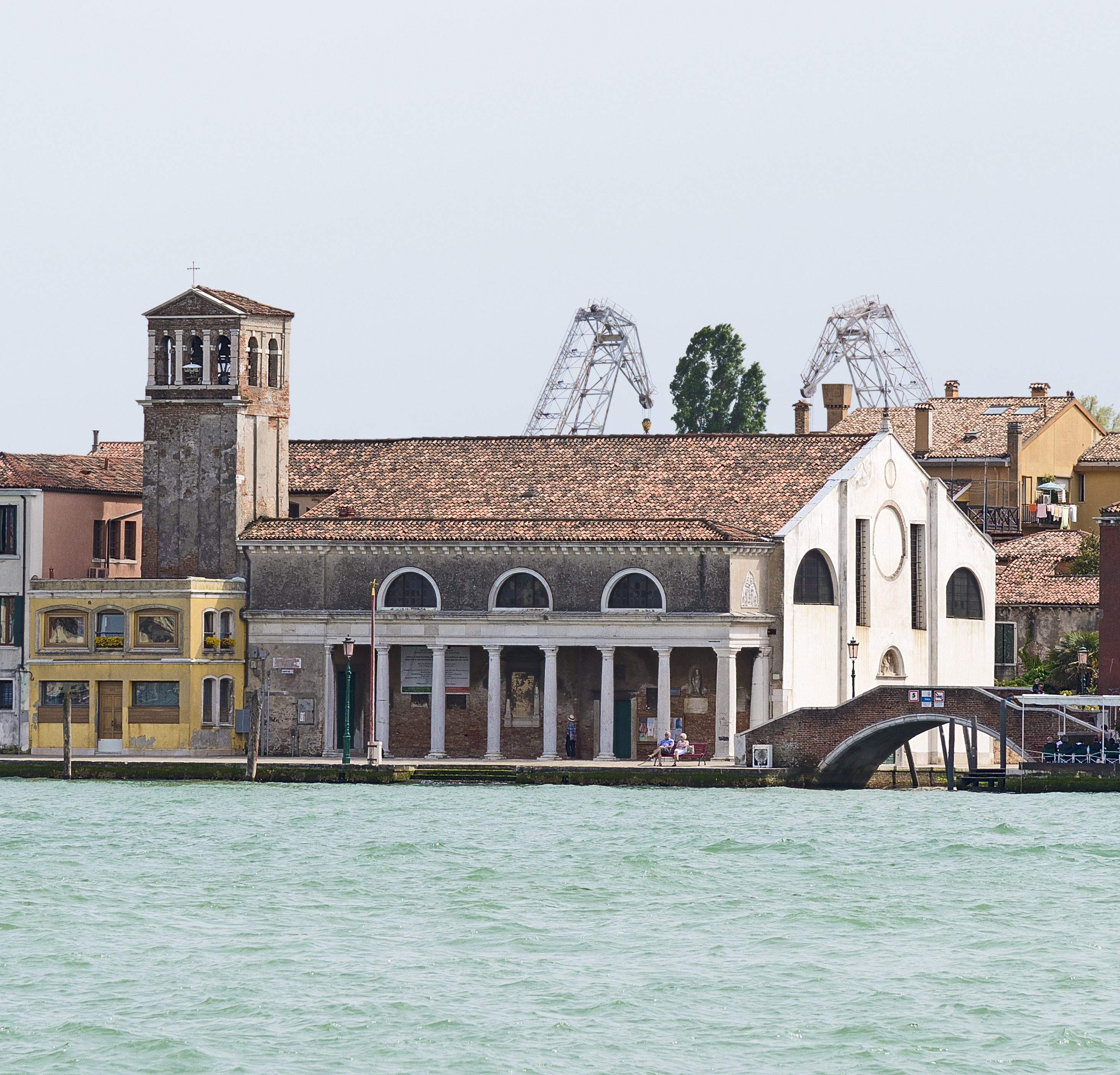
Chiesa di Sant'Eufemia (Venezia)

Era figlia di Rambaldo VI di Collalto, conte di Treviso e di Giovanna dei conti di Sant'Angelo di Mantova, nacque nel castello di famiglia a Collalto.
Vestì l'abito monacale appena dodicenne ed incontrò Beatrice I d'Este nel monastero benedettino di Santa Margherita sul monte Salarola (Calaone). A trentasei anni trasferì quindi nell'isola della Giudecca a Venezia dove riedificò la chiesa di San Cataldo con annesso monastero, del quale divenne badessa. Morì nel 1262 e venne sepolta nel cimitero della chiesa. Nel 1810 il corpo venne dapprima portato nella chiesa del Redentore e nel 1822 traslato nella chiesa di Sant'Eufemia a Venezia, dove ancora oggi riposa.